# 29185 Reich
29185 Reich este un asteroid din centura principală, descoperit pe 13 octombrie 1990, de Lutz Schmadel și Freimut Börngen.